# 天虹 (電視劇)
《天虹》（英語：Over the Rainbow）是香港電視廣播有限公司拍攝製作的時裝電視劇，全劇共85集，監製李添勝。

## 故事大綱
俞淑寬（梁珊飾）早年喪夫，生下一女名任靄華（鄭裕玲飾）。喪夫後她專心發展時裝公司，成為時裝界的頂尖兒人物，當靄華十歲的時候，她再嫁警司康世雄（劉丹飾），引起家翁與女兒的不滿。靄華從英國學成時裝設計返港，決心要和母親在時裝界一較長短，但卻嘗到失敗的滋味，幸得任職警界的男友于柏端（譚詠麟飾）時加安慰。淑寬事業上的死對頭，梁沛怡（汪明荃飾）為打擊淑寬，趁靄華在事業低潮時，就將她羅致到自己的公司，與淑寬的公司競爭。這時，曾為販毒集團主腦的屠日天（謝賢飾）改行任一時裝公司經理，他很欣賞沛怡的幹勁，決定拉攏沛怡加盟自己的公司，令靄華與沛怡在時裝界也成為了競爭對手。

　　在這個階段，靄華不但在時裝界嶄露頭角，而且亦和柏端戀愛成熟，宣佈結婚。柏端的上司康世雄表面是正人君子，背後則受賄貪污，並與走私販毒的日天勾結，更懷疑為人正直的柏端是廉署的臥底。就在柏端要和藹華舉行婚禮的前數天，柏端突然暴斃。靄華相信他是被人謀殺，於是和柏端生前另一位年青律師好友韋政立（鄭少秋飾）聯手，展開一連串抽絲剝繭的調查，揭發了出人意表的重重黑幕。

## 演員表
- 謝　賢 飾 屠日天 - 毒販, 騰龍閣丁志遠助手
- 鄭少秋 飾 韋政立 - 律師
- 汪明荃 飾 梁沛怡 (Janet) - 裳屋經理, 八年
- 鄭裕玲 飾 任藹華 (Joyce) - 俞淑寬與任傑良(已故)之女, 姿藝廊老闆
- 任達華 飾 呂成吉 (Danny) - 雅苑攝影師
- 譚詠麟 飾 柏端 - 商業犯罪調查科, 康世雄下屬
- 梁　珊 飾 俞淑寬 (May) - 儷人行老闆
- 劉　丹 飾 康世雄 - 商業犯罪調查科, 貪污
- 關海山 飾 黃首邦 - 毒販, 騰龍閣董事長, 雅苑董事長兼督印人
- 馮淬帆 飾 司徒森 - 毒販, 騰龍閣珠寶部經理
- 黃　新 飾 賴老九 (九叔) - 任伯家工人
- 梅　蘭 飾 琴姐 - 任伯家工人
- 陳喜蓮 飾 黃美貞 - 黃首邦之女, 雅苑總編輯
- 江　毅 飾 蔣滿 - 毒品調查科, 貪污
- 梁　愛 飾 芳姐 - 康家工人
- 鄭子敦 飾 任頌權 (任伯) - 任藹華祖父, 經營飼料舖隆興號
- 鄺君能 飾 丁志遠 - 騰龍閣時裝部經理
- 梁麗嬋 飾 Sue - 俞淑寬秘書
- 馬劍棠 飾 李璉 - 雅苑出版社老闆兼總編輯, 被黃首邦收購後出任執行總管
- 陳家碧 飾 騰龍閣職員
- 韓麗芬 飾 騰龍閣職員
- 何璧堅 飾 馬廣林 - 裳屋老闆
- 張淑儀 飾 Monica / Mon - 梁沛怡助手
- 飾 范顯貴 (貴叔) - 毒販
- 賈領弟 飾 Model
- 周   吉 飾 侯伯 - 製衣廠威記
- 梁漢輝 飾 裴節人 - 黃美晶未婚夫 - 騰龍閣珠寶部經理
- 周世英 飾 康兼聰 - 康世雄與俞淑寬之子
- 方潔玲 飾 Jenny Lee - 丁志遠秘書
- 曾玉霞 飾 麥小姐 - 裴節人秘書
- 石少麟 飾 阿駱 (Malcoln) - 商業犯罪調查科, 康世雄下屬
- 張活游 飾 章律師, 跟韋政立之父是世交
- 容朱迪 飾 游倩媚 - 韋政立妻子
- 李樹佳 飾 Mark - 儷人行職員
- 吳正元 飾 程復金 (Betty Ching) - 儷人行設計師, 意大利讀設計, 印尼華僑
- 龍天生 飾 阿輝 - 製衣廠威記工人
- 駱   恭 飾 于祖蔭 - 于柏端之父
- 徐桂香 飾 杜寶茜 (Lily) - 寶茜模特兒中心老闆, 高登霆之女友
- 黎永強 飾 高登霆 (Gordon) - 杜寶茜之男友, 律師樓師爺
- 關    聰 飾 易光浩 - 于柏端之友, ICAC
- 駱應鈞 飾 許斌納 (Bennett Hui) - 新裝79獲得最佳新進設計師獎
- 陳伯祥 飾 馮仕亮 - 電視台職員
- 連炎輝 飾 楊仔 - 電視台職員
- 葉瑞芬 飾 Mary - 商業犯罪調查科
- 馮競文 飾 蔣滿之妻
- 馮   國 飾 尹松江, ICAC
- 饒偉強 飾 潘信傑, ICAC
- 陳美璇 飾 夢娜 - 蔣滿之情婦
- 李道渝 飾 畢志倫, ICAC
- 羅振彪 飾 方克明, ICAC
- 黃文慧 飾 葉鳳 - 康世雄之情婦, 愉園舞廳舞女
- 馬慶生 飾 莫賢, 商業犯罪調查科, 康世雄下屬
- 徐雲雄 飾 周漢初, 商業犯罪調查科, 康世雄下屬
- 林   虹 飾 Maria, 騰龍閣服裝部售貨員
- 夏麗嫻 飾 Linda, 騰龍閣服裝部售貨員
- 鍾愛玲 飾 Grace, 騰龍閣服裝部售貨員
- 梁克遜 飾 鄭生 - 珠寶購買者, 被騙買假貨
- 梁蘭思 飾 Eva - Model
- 吳子山 飾 陳經理 - 找Eva拍攝的客戶
- 葉   萍 飾 于區碧雲, 于柏端之母
- 白   蘭 飾 萍姐 - 于家工人
- 曾楚霖 飾 縮骨周 - 揼骨店職員
- 嘉　倫 飾 方敦誠 (Chris) - 飛機師, 梁沛怡之男友
- 徐育宏 飾 賀志偉 - St. Michelle 營業經理
- 陳惠瑜 飾 梁沛怡之母
- 羅麗娟 飾 Ann - 商業犯罪調查科, 康世雄下屬
- 陳    全 飾 屈蛇照 - 替蔣滿偷渡
- 蕭韻嫦 飾 金姐 - 韋家工人
- 劉雅英 飾 時裝店老闆娘, 轉讓給任藹華
- 呂瑞容 飾 Doris - 騰龍閣Model
- 何碧貞 飾 時鐘酒店職員
- 鄧榮海 飾 時鐘酒店職員
- 呂有慧 飾 Eleanor - 裳屋Model
- 唐虹紅 飾 Grace - 騰龍閣服裝部售貨員
- 王   金 飾 杏姐 - 裴家工人
- 韓燕妮 飾 Alice - 姿藝廊售貨員
- 黃栢文 飾 朱友忠 - 屠日天手下
- 鄧英敏 飾 騰龍閣舉辦的時裝油脂狂熱晚會主持
- 麥德羅 飾 舞王Paul Travolta, 騰龍閣舉辦的時裝油脂狂熱晚會
- 鄭少萍 飾 柴妻
- 呂愛羣 飾 Fanny
- 陳寶祥 飾 柴榮
- 趙小山 飾 柴義 -
- 陳慧瑜 飾 梁巧娟
- 任    浩 飾 洗文雄
- 黃楚英 飾 小紅
- 陳   東 飾 莫發
- 何柏光 飾 李來
- 羅   強 飾 張炎
- 朱   剛 飾 徐炳
- 林文偉 飾 林偉
- 鄭厚華 飾 陳家培
- 吳殷志 飾 招燦新
- 羅國維
- 黃曼梨

|  |  |  |
|  |  |  |
|  |  |  |
|  |  |  |

## 外部連結
- 《天虹》 GOTV 第1集重溫

| 英屬香港 無綫電視翡翠台 翡翠劇場 · 星期一至五 19:05-20:00 | 英屬香港 無綫電視翡翠台 翡翠劇場 · 星期一至五 19:05-20:00 | 英屬香港 無綫電視翡翠台 翡翠劇場 · 星期一至五 19:05-20:00 |
| --------------------------------------------------------- | --------------------------------------------------------- | --------------------------------------------------------- |
|                                                           | 天虹 （1979年1月29日 - 1979年5月25日）                    |                                                           |
| 奮鬥 （1978年10月2日 - 1979年1月26日）                    | 抉擇 （1979年5月28日 - 1979年9月28日）                    |                                                           |